# Cornelia Gassner
Cornelia Gasser, född Cornelia Matt 1 maj 1958 i Grabs, död 15 december 2016, var en liechtensteinsk politiker. Från 1993 till 1997 var hon statsråd för byggnation och transport. Hon var som sådan den första kvinnliga ministern i Liechtenstein, där kvinnor fick rösträtt först 1984. 